# Säntis
Säntis är det högsta berget i Alpsteinmassivet i Appenzelleralperna i nordöstra Schweiz. Berget är ett väl synligt landmärke tack vare sitt exponerade nordliga läge i Alpsteinmassivet. Till följd av detta, kan hus med namnet Säntisblick (Säntisvy) hittas i områden så långt borta som Schwarzwald i Tyskland. Utsikten från toppen är imponerande. Sex länder kan ses om vädret tillåter: Schweiz, Tyskland, Österrike, Liechtenstein, Frankrike och Italien. Toppen är 2 502,9 meter över havet.

## Geografi

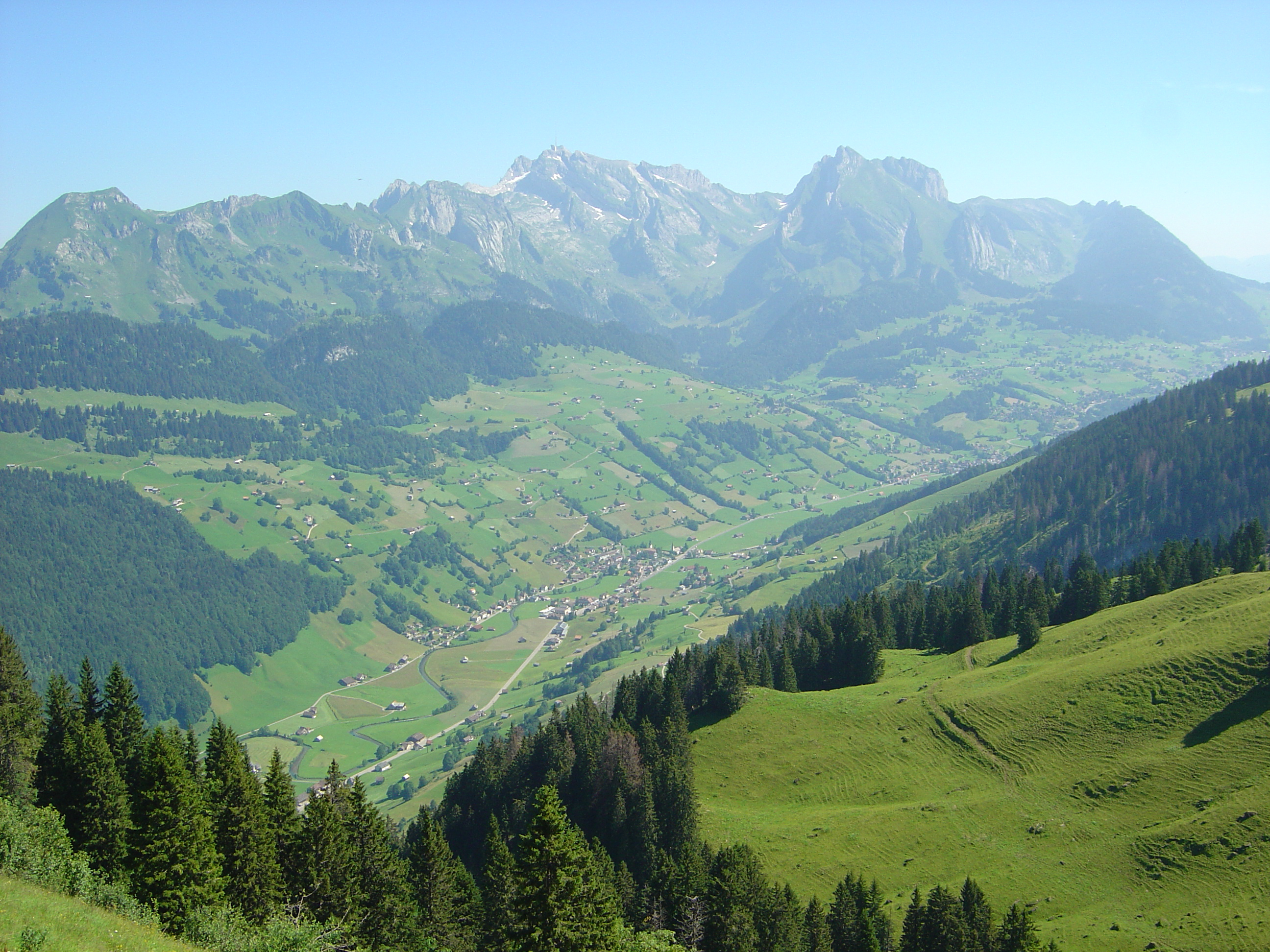
Alpsteinmassivet med Säntis i mitten

Säntis ligger i Alpsteinregionen, knappt 10 km (fågelvägen) sydväst om staden Appenzell. Tre kantoner möts vid Säntis topp: Appenzell Ausserrhoden, Appenzell Innerrhoden och Sankt Gallen. Även om toppen bara är 2 502 meter över havet, rankas berget med sin primärfaktor på 2 021 meter som nummer tolv i Alperna och nummer 29 i Europa. Toppar med hög primärfaktor har ofta en imponerande utsikt från toppen, även om höjden är jämförelsevis blygsam.

## Klimat
Säntis utsatta läge medför väderförhållanden som normalt observeras i Högalperna. I april 1999 uppmättes en snöhöjd på 816 cm strax nedanför toppen på bergets norra snöfält. Dygnsmedeltemperaturen ligger på -1,9 grader med en nederbörd på 2 701 mm per år.

## Historia
Namnet Säntis går tillbaka till 800-talet. Det är en förkortning av det rätoromanska Sambatinus (den som är född på lördagen), vilket tros vara namnet på ett närliggande område. Namnet användes senare för att hänvisa till toppen. På tyska kallades den Semptis eller Sämptis. Berget gav senare namn åt en kanton i den Helvetiska republiken (1798-1803).

### Väderstation
The International Meteorological Congress of Rome 1879 förklarade det nödvändigt att bygga väderstationer på lämpliga och tillgängliga bergstoppar. Schweizarna byggde därför väderstationen på Säntis. Den norra bergkammens läge visade sig vara perfekt för en sådan satsning. Väderstationen började byggas hösten 1882 och stod färdig 1887.

### Säntismordet
Det så kallade Säntismordet ägde rum vintern 1922, då väderstationsvakten och hans fru blev mördade. Vid avsaknaden av väderrapporter den 21 februari skickades en spaningspatrull till Säntis, som hittade kropparna. Den huvudmisstänkte var skomakaren Gregor Anton Kreuzpointer, som begick självmord tre veckor efter brottet. Sanningen om dubbelmordet är oklar än idag.

## Ekonomi

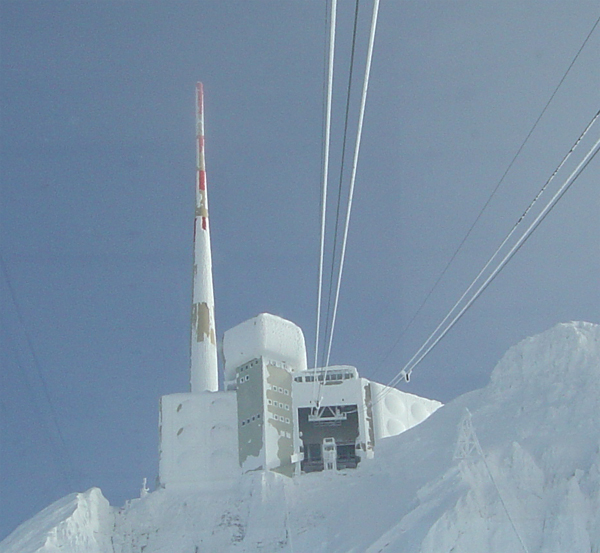
Sändningstornet på toppen av Säntis

### Sändningstorn
På toppen av Säntis finns ett 123,55 meter högt sändningstorn, som stod färdigt i november 1997. Det ursprungliga tornet från 1955 hade renoverats åtskilliga gånger på grund av tuffa väderförhållanden innan det slutligen ersattes. Antennen på det nya sändningstornet fick ett fiberglasförstärkt plastlager på utsidan för att förhindra att is faller ner på besökarplattformen. Schweiziska radiokanaler såsom DRS 1, DRS 2, DRS 3, RSR la Première och RSI Rete Uno sänds ut från tornet. Schweiziska TV-kanaler som till exempel SF 1, SF 2, SF Info, TSR 1 och TSI 1 sänds också ut härifrån.

### Turism

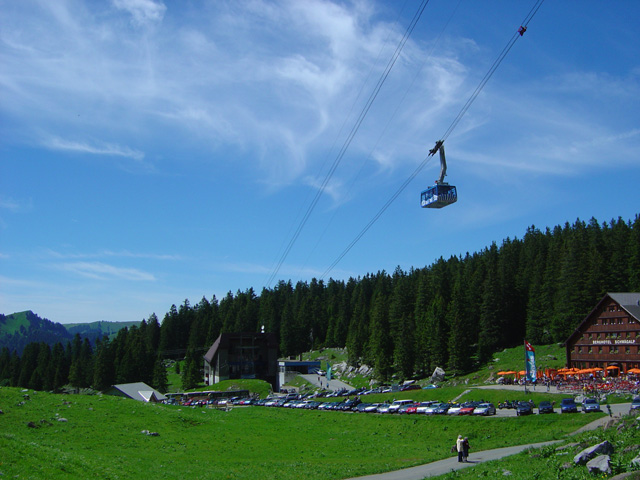
Linbanan och dalstationen

Toppen är lättillgänglig och kan nås via linbana från Schwägalp. Den första linbanan byggdes mellan 1933 och 1935. Innan dess hade flera projekt misslyckats, bland andra att försöka nå Säntis från Wasserauen eller Unterwasser via kuggstångsbana. De ursprungliga kabinerna ersattes med större år 1960. Hela linbaneanläggningen ersattes mellan 1968 och 1976. år 2000 införskaffades nya kabiner. Linbanan Schwägalp-Säntis är en av de mest besökta linbanorna i Schweiz. Den har en total längd av 2307 meter. Höjdstigningen mellan stationerna är 1123 meter och hela resan tar ungefär åtta minuter.

## Övrigt

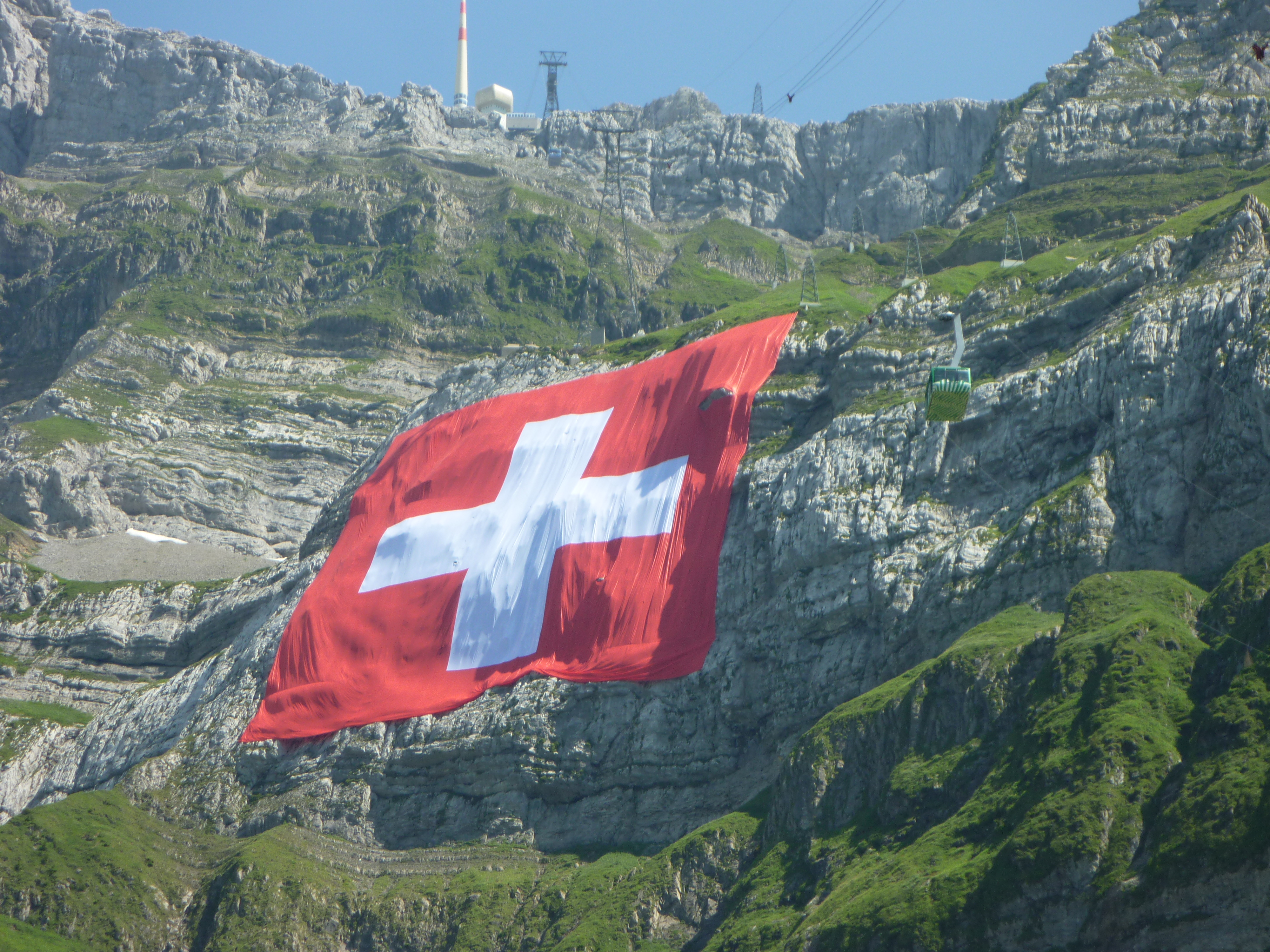
Schweiziska flaggan på Säntis sluttning

I samband med World Economic Forum i Davos besökte Hillary Clinton Säntis den 2 februari 1998.
För att hedra den schweiziska nationaldagen, som firas den 1 augusti varje år, kunde världens största schweiziska flagga ses på Säntis från den 31 juli till den 2 augusti 2009. Den kvadratiska flaggan mätte 120 gånger 120 meter och vägde 1,2 ton. Flaggan slets sönder av hårda vindar den 2 augusti 2009.